# 流氓差婆
《流氓差婆》（別名：雌雄雙辣）是一部1989年製作的香港電影，劉鎮偉導演，吳君如、周星馳等主演。

## 劇情概要
阿南是一名軍裝女警員，膽小笨拙。一次街頭執勤時，意外遇到任職便衣探員的父親在執行抓捕黑社會老大“四面佛”的任務。在此次任務中，阿南因為貪功冒險，意外連累父親，致使他命喪“四面佛”之手。阿南悔恨萬分，努力訓練，成為便衣探員，希望為父報仇。她發展了“白粉珍”為其線人，獲取到一直售賣白粉的“肥七”與“四面佛”交易的消息。但阿南上司“老虎狗”因與阿南父親的舊怨，攜私報復，不讓阿南參與逮捕行動。行動中，“四面佛”逃跑，“肥七”亦捲走贓款。阿南為保護“白粉珍”，為其搶奪白粉，結果遭人伏擊，“白粉珍”為掩護阿南逃走被殺，而阿南手下也被殺死。“老虎狗”趁機構陷阿南賣白粉及謀殺，阿南無奈之下出逃。為尋找“四面佛”和“肥七”報仇，阿南找到“肥七”的弟弟賢仔，正巧“四面佛”手下也要威脅賢仔，讓他說出“肥七”下落。阿南救下賢仔，兩人發展出一段複雜的關係，而最後他們更為共同的仇恨，去與“四面佛”決戰。

## 主要演員
| 演員   | 角色               |
| 吳君如 | 阿南（馮愛南）     |
| 周星馳 | 賢仔               |
| 柏安妮 | “白粉珍”（莫少珍） |
| 成奎安 | “肥七”             |
| 劉鎮偉 | “老虎狗”（劉震衛） |
| 方剛   | “四面佛”（陳諒）   |
| 冼林旭 | 龍哥               |
| 胡楓   | 修叔               |
| 林小樓 | 鄭麗琛             |
| 高雄   | 馮植洪（阿南父親） |
| 盧冠廷 |                    |

## 外部連結
- 香港影庫上《流氓差婆》的資料（繁體中文）
- 时光网上《流氓差婆》的資料（简体中文）
- 豆瓣电影上《流氓差婆》的資料 （简体中文）
- AllMovie上《流氓差婆》的资料（英文）
- 互联网电影数据库（IMDb）上《流氓差婆》的资料（英文）